# Extravagantes
Extravagantes es el nombre de dos colecciones de derecho canónico: las extravagantes de Juan XXII y las extravagantes communes. Se llaman así porque eran recolección de textos de decretales y constituciones que no estaban contenidos (vagaban fuera de) otras colecciones como los Decretales o las Clementinae.

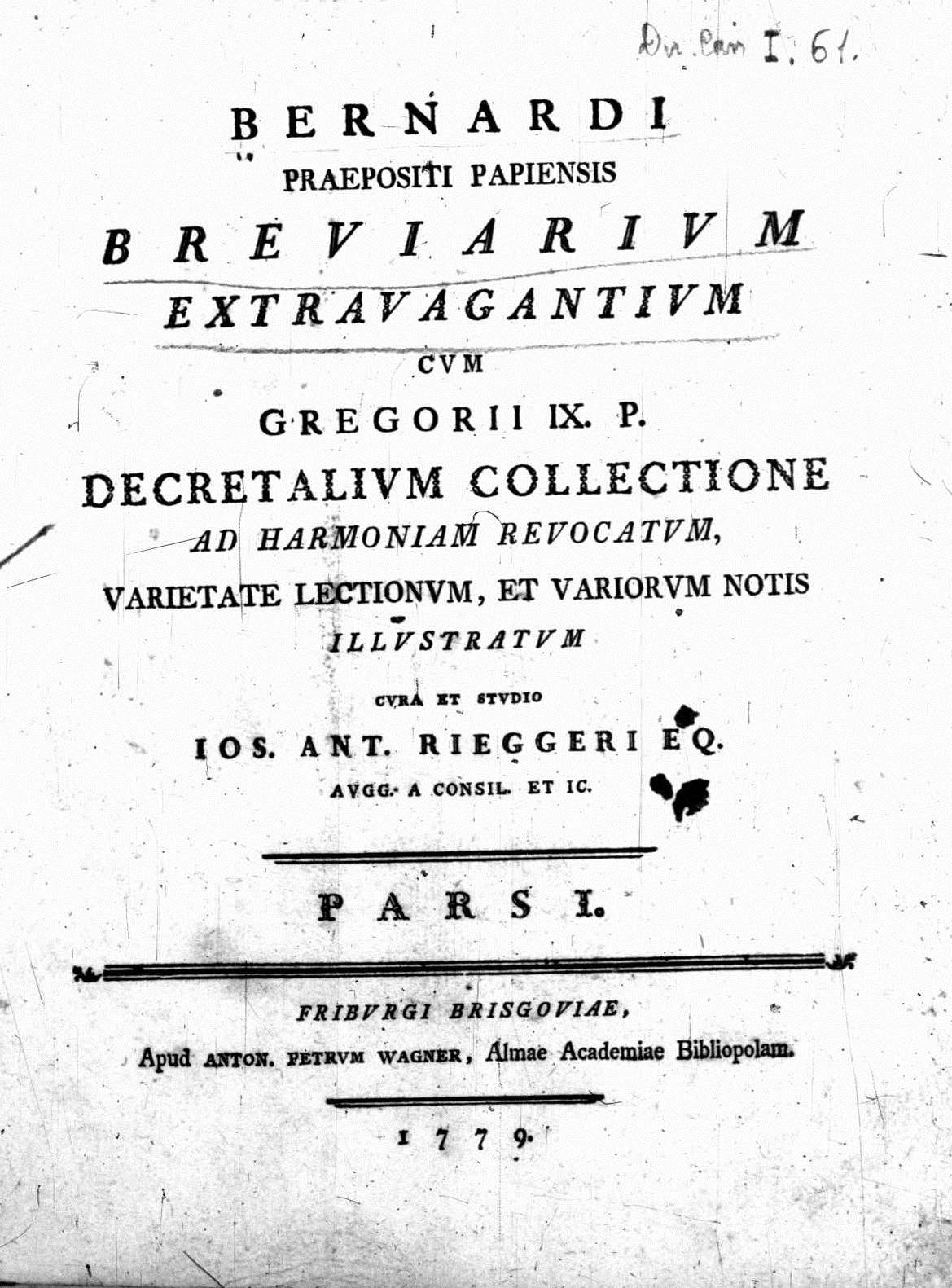
Bernardo da Pavia, Breviarium extravagantium, 1779

## Historia
Antes de la elaboración de un Código de Derecho Canónico (el primero fue de 1917), se hicieron muchas recolecciones de legislación eclesiástica que ayudaran a los canonistas a resolver los asuntos legales o canónicos que se trataban en las diócesis o ante la Sede romana. Estas colecciones extravagantes eran de uso privado (no oficial) y contenían los decretos que anteriores colecciones como las Clementinae o el Decretum Gratiani no habían reunido. 
Las extravagantes de Juan XXII nacieron en 1317 como un apéndice de las Clementinae. El editor fue un monje benedictino llamado Guillermo de Montlezun de la Universidad de Toulouse. Fue ampliada en 1325 por Zenzelinus de Montpellier. Se trataba de 20 constituciones de Juan XXII. Fueron publicadas por Juan Chappuis en 1500 de manera independiente.
Las extravagantes communes también fueron publicadas por Chappuis como editor con 70 decretales (en la segunda edición de 1503 se aumentó a 74) de los Papas desde Urbano IV hasta Sixto IV.
Estas dos publicaciones fueron incluidas luego en el Corpus Iuris Canonici. Existe una edición crítica de este corpus elaborada por Emil Friedberg, Corpus iuris canonici. Aemilii Ludovici Richteri curas ad librorum manu scriptorum et editionis romanae fidem recognovit et adnotatione critica instruxit Aemilius Friedberg, Leipzig 1881.